# Hospital y Convento de San Juan de Dios del Cuzco
El Hospital y Convento de San Juan de Dios es un edificio de la época colonial ubicado en la ciudad del Cusco, Perú, que sirvió hasta la independencia como hospital de españoles administrado por la Orden Hospitalaria de San Juan de Dios. En el siglo XIX, durante la época republicana, el edificio fue utilizado como casa de moneda y posteriormente como colegio, función que cumple hasta la actualidad. 
Desde 1972 el inmueble forma parte de la Zona Monumental del Cusco, declarada como Monumento Histórico del Perú. Asimismo, en 1983 al ser parte del casco histórico de la ciudad del Cusco, forma parte de la zona central declarada por la UNESCO como Patrimonio Cultural de la Humanidad.

## Historia
Luego de la fundación española de la ciudad, los vecinos españoles buscaron lograr la construcción de hospitales en la ciudad. Así, en el año 1556 se construyó el Hospital de Naturales en la parte sur de la ciudad siendo necesario que se construya uno para la atención de los españoles y mestizos. En ese concepto, desde 1538 se asignó renta para el hospital pero no fue sino hasta 1548 que se construyó uno para la atención de los españoles que estuvo ubicado en un solar a la espalda de la Catedral. Este hospital fue nombrado Nuestra Señora de la Piedad. En 1553, se encontraba en estado ruinoso tal como informó el Cabildo al Obispo y se acordó vender el inmueble para adquirir uno más adecuado en otro sitio. Fue uno de los principales hospitales coloniales del Cusco.
En 1557 el hospital ya funcionaba en su nueva ubicación al oeste de lo que hoy es la Plaza San Francisco. En 1572, el hospital cambió de nombre pasando a llamarse San Bartólomé Apóstol. No obstante, para 1573, el hospital se encontraba cerrado y sin brindar atención siendo que los vecinos españoles de la ciudad acudían a curarse al Hospital de Naturales. Para evitar esta situación se produjo una nueva fundación del hospital. el 22 de mayo de 1609 se fundó el nuevo Hospital de San Bartolomé por Pedro Córdoba y Mesía, caballero de la Orden de Santiago, Corregidor y Justicia Mayor del Cusco. La administración del hospital quedó a cargo de Santiago Samudio nombrado por provisión del Virrey Juan Mendoza y Luna, Marqués de Montesclaros.
El 17 de junio de 1615, Santiago Samudio, administrador del Hospital de San Bartolomé Apóstol del Cusco solicita la presencia de la Orden Hospitalaria de San Juan de Dios ante el deterioro del hospital. Los frailes hospitalarios Juan de Santa María y Luis de Santa María viajaron al Cusco y tomaron posesión del hospital tras autorización del Virrey Juan Mendoza Luna. El nuevo hospital se fundó el 15 de junio de 1617 y estuvo destinado para atender a los pobladores españoles de la ciudad.  Durante esos primeros años se levantó, en la actual esquina de las calles Nueva Baja y Teatro, el local del hospital y su iglesia que se mantienen en pie hasta la actualidad. La iglesia, muy frecuentada en el siglo XVII, contaba con un campanario en su lado occidental que se desconoce en qué año desapareció. La situación económica del hospital mejoró en comparación con su funcionamiento inicial debido tanto a la labor de los hermanos hospitalarios como a la donación realizada por el mismo señor Samudio quien, además, se unió a la orden religiosa. 
Esta construcción no sufrió mayores daños durante el terremoto de 1650 siendo, junto con la Catedral y la Iglesia de Santa Clara uno de los pocos edificios en pie que no fueron reconstruidos luego de ese terremoto. Luego de la independencia y por orden de Simón Bolívar, el Hospital de San Juan de Dios fue fusionado con el de los Bethlemitas. En 1826, tras la fusión, el local fue utilizado como casa de moneda hasta el cierre de esta en el año 1845. Desde entonces, se entregó el local al Colegio Educandas, creado por Simón Bolívar, y que lo sigue ocupando hasta la actualidad.

#### Libros y publicaciones
- Angles Vargas, Victor (1983). Historia del Cusco Colonial Tomo II Libro segundo. Lima: Industrialgrafica .S.A.
- Kubler, George (1953). «Cuzco Reconstrucción de la ciudad y restauración de sus monumentos Informe de la misión envaida por la Unesco en 1951». UNESCO. Consultado el 26 de agosto de 2019.

#### En línea
- «Mitos del Cusco». Consultado el 16 de julio de 2019.

- Datos: Q65620019
- Multimedia: Hospital y Convento de San Juan de Dios del Cusco / Q65620019